# Übereinkommen über den Handel mit Zivilluftfahrzeugen
Das Übereinkommen über den Handel von Zivilluftfahrzeugen (engl. Agreement on Trade in Civil Aircraft on trade in large civil aircraft) ist ein internationales multilaterales Abkommen zwischen einzelnen Vertragsstaaten der Welthandelsorganisation (WTO), das den internationalen Handel mit zivilen Luftfahrzeugen und deren Ersatzteilen, sowie von Geräten zum Luftfahrtbau regelt.

## Beschreibung
In der internationalen Handelspolitik ist der Handel mit zivilen Luftfahrzeugen ein umstrittenes Gebiet. Im Rahmen der Tokio-Runde wurde deshalb das Übereinkommen über den Handel von Zivilluftfahrzeugen ausgehandelt. Es trat am 1. Januar 1980 in Kraft und besteht in der WTO seit dem 1. Januar 1995 als plurilaterales Abkommen. Es ist nicht möglich, eine Streitigkeit aufgrund dieses Übereinkommens vor ein WTO-Panel oder den Appellate Body zu bringen.